# Jo Nesbø
Jo Nesbø (n. 29 martie 1960, Oslo, Norvegia) este un autor norvegian de thrillere detective după ce a lucrat ca economist, solist și compozitor în formația de pop Di Derre. Cărțile lui Nesbø s-au tradus în peste 50 de limbi și s-au vândut în peste 40 de milioane de exemplare până în anul 2019.

## Biografie
Nesbø s-a născut în orașul norvegian Molde. Pe parcursul anilor de școală a cântat la chitară, făcând parte dintr-o trupă de pop-rock. A absolvit Școala Norvegiană de Economie (Norges Handelshøyskole) din Bergen, obținând o licență în economie. După finalizarea studiilor lucrat ca broker și ca jurnalist, fără a renunța însă la dorința de a deveni cântăreț și compozitor. În 1992 a fost unul dintre fondatorii trupei norvegiene de pop-rock Di Derre, alături de care a înregistrat mai multe albume.

## Traduceri în limba română
- Fantoma trecutului, Rao Books, 2009; ISBN 978 973 5400118
- Călăul, Rao Books, 2010; ISBN 978 606 825 1486
- Steaua diavolului, Rao Books, 2011; ISBN 978 606 825 5576
- Pudră pentru pârțuri a Doctorului Proctor, Rao Books, 2012; ISBN 978 606 609 2562
- Mântuitorul, Rao Books, 2012; ISBN 978 606 609 6843
- Doctor Proctor si cada timpului, Rao Books, 2013; ISBN 978 606 609 3439
- Doctor Proctor și sfârșitul lumii. Poate, Rao Books, 2013; ISBN 978 606 609 3446
- Omul de zăpadă, Editura RAO, 2014; ISBN 978 606 609 5228